# Strandfotboll vid europeiska spelen
Strandfotboll vid europeiska spelen är strandfotbollsturneringar som ingår i de europeiska spelen. Strandfotboll var en av de 20 sporter som fanns med vid de första europeiska spelen 2015. Sporten finns med på programmet även under andra upplagan 2019.

## Grenar
Endast en turnering för herrar genomfördes 2015, inför europeiska spelen 2019 planeras samma upplägg.
|               |  |   |   |  |  |  |  |  |  |  |  |  |  |  |  |  |  |  |  |  |  |  |  |  |  |  |
| Strandfotboll |  | 1 | 1 |  |  |  |  |  |  |  |  |  |  |  |  |  |  |  |  |  |  |  |  |  |  |  |

## Medaljörer

### 2015
Se även Strandfotboll vid europeiska spelen 2015.
| Strandfotboll       | Guld     | Silver  | Brons    |
| Herrarnas turnering | Ryssland | Italien | Portugal |

### 2019
Se även Strandfotboll vid europeiska spelen 2019.
| Strandfotboll       | Guld     | Silver  | Brons   |
| Herrarnas turnering | Portugal | Spanien | Schweiz |